# Келлер, Кейси
Ке́йси Ке́ллер (англ. Kasey Keller; 29 ноября 1969, Олимпия, Вашингтон) — американский футболист, выступавший на позиции вратаря. Известен по выступлениям за сборную США. Участник чемпионатов мира 1990, 1998, 2002 и 2006 годов.

## Клубная карьера

### Ранняя карьера
Келлер родился в Олимпии, штат Вашингтон. Он окончил школу в Норт-Терстоне и начал выступать за футбольную команду Портлендского университета. В 1991 году он был вызван на турнир All American и выбран вратарем года по версии Adidas. С 1989 года Кейси начал выступать за молодёжную сборную США и в её составе выступал на молодёжном чемпионате мира 1989 года. На турнире он был удостоен Серебряного мяча, как второй лучший футболист турнира.

### «Миллуолл»
После чемпионата мира 1990 года Келлер подписал контракт с английским клубом «Миллуолл». 2 мая 1992 года Кейси дебютировал за новый клуб. В сезоне 1992/1993 года он был признан вратарем года по версии болельщиков. За львов он провел в общей сложности 202 матча. После вылета «Миллуолла» во второй дивизион, Келлер покинул команду.

### «Лестер Сити»

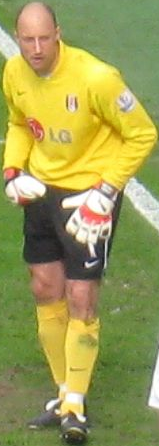
Кейси Келлер в составе «Фулхэма»

15 августа 1996 года Кейси подписал контракт с «Лестер Сити». Сумма трансфера составила 900 тыс. фунтов. В своем первом сезоне Келлер показал уверенную игру и помог команде выиграть Кубок Английской лиги. В 1999 году команда благодаря ему вновь добралась до финала, но пропущенный на последней минуте гол не позволил выиграть трофей во второй раз.

### «Райо Вальекано»
Летом 1999 года Кейси стал свободным агентом и подписал контракт с испанским «Райо Вальекано». В команде он провел два сезона и сыграл 51 матч.

### «Тоттенхем Хотспур»

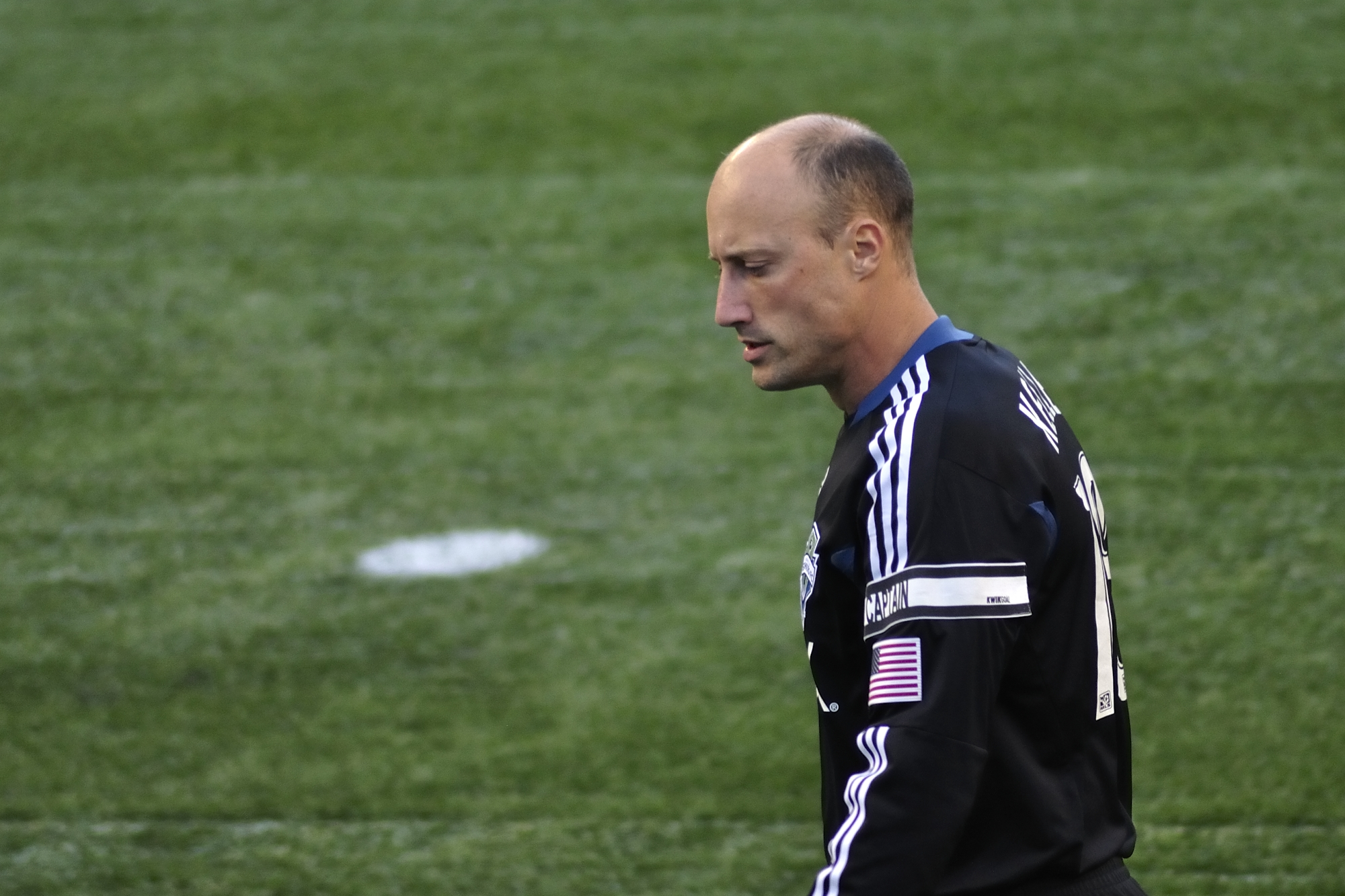
Кейси Келлер в составе «Сиэтл Саундерс»

Летом 2001 года Келлер вернулся в Англию, где на правах свободного агента подписал контракт с «Тоттенхем Хотспур». Он выиграл конкуренцию у Нила Салливана и был основным вратарем в сезонах 2002/03 и 2003/04. В сезоне 2004/05 Келлер уступил место в основе Полу Робинсону. В том же году он провел месяц в «Саутгемптоне» на правах аренды, так как все вратари «святых» были травмированы.

### «Боруссия» (Мёнхенгладбах)
15 января 2005 года Келлер подписал контракт с «Боруссией» из Мёнхенгладбаха, перейдя в команду на правах свободного агента во время зимнего трансферного окна. В дебютной игре за новую команду Кейси сохранил ворота в неприкосновенности. Оставшуюся половину сезона он принял участие во всех матчах команды, отстоял семь игр на «0» и помог клубу сохранить прописку в Бундеслиге на следующий сезон.
Келлер жил в замке Хаус Донк в городе Тёнисфорсте недалеко от Мёнхенгладбаха. В свободное время он в качестве хобби писал о своей жизни в Германии для журнала RUND. В августе 2006 года Келлер был выбран капитаном команды. Он стал вторым американским футболистом после Клаудио Рейны, который был удостоен такой привилегии.

### «Фулхэм»
В августе 2007 года Келлер вернулся в Премьер-лигу подписав контракт с «Фулхэмом». Он был приобретен в качестве сменщика для Антти Ниеми, но травмы и вечное недовольство финна, сделали Кейси основным голкипером «дачников». В октябре на тренировке перед матчем против «Дерби Каунти» Келлер получил травму руки и был вне игры до конца января 2008 года. 3 февраля он был включен в заявку «Фулхэма» на поединок против «Астон Виллы». С тех пор до матча против «Блэкберн Роверс» Кейси был дублером Ниеми.

### «Сиэтл Саундерс»
14 августа 2008 года Келлер вернулся в США, где подписал контракт с клубом «Сиэтл Саундерс». 19 марта 2009 он принял участие в первом в истории матче команды в MLS. Кейси не пропустил голов в первых трех матчах за новый клуб. Также он установил рекордную сухую серию, которая закончилась 2 мая и составила 457 минут. 15 октября 2011 года в поединке против «Сан-Хосе Эртквейкс» Келлер провёл свой последний матч за «Саундерс», после чего принял решение о завершении карьеры.

## Международная карьера
4 февраля 1990 года в матче против сборной Колумбии Келлер дебютировал за сборную США. В том же году он поехал в качестве дублёра Тони Меолы на Чемпионат мира в Италию.
После того, как в 1994 году тогдашний тренер сборной Бора Милутинович не включил Кейси в заявку сборной на домашний Чемпионат Мира, он был вновь призван в национальную команду Стивом Сэмпсоном. В 1996 году Келлер выступал на домашних Олимпийских играх в Атланте за олимпийскую сборную. На турнире он принял участие во всех трёх поединках.
В 1998 году он поехал на своё второе первенство мира во Францию. На мундиале он сыграл два матча. В том же году Келлер провёл один из своих лучших матчей за сборную. Это была встреча против сборной Бразилии, в котором американцы победили, а Кейси сохранил свои ворота в неприкосновенности, отразив в ходе матча более десяти ударов «в упор». После окончания встречи, известный бразильский нападающий Ромарио, сказал:

«У американцев отличный вратарь, лучший из тех, что я когда-либо видел.»
В 2002 году Кейси в третий раз поехал на первенство планеты, но весь турнир он провёл на лавке, являясь сменщиком Брэда Фриделя, с которым они были конкурентами на протяжении всей карьеры.
Келлер трижды был признан Футболистом года в США, в 1997, 1999 и 2005 годах, что является уникальным достижением. В 2002, 2005 и 2007 годах Келлер в составе национальной сборной выигрывал Золотой кубок КОНКАКАФ. 2 мая 2006 года Кейси и его партнер по сборной Клаудио Рейна, стали первыми американцами-участниками четырёх Чемпионатов мира. На мундиале он принял участие во всех трех матчах национальной команды. Также Келлер является единственным американским футболистом в истории, который принял участие и в Чемпионате мира 1990 года и в первенстве планеты в 2006. За сборную США он провёл 102 матча.

## Достижения
Командные
 «Лестер Сити»
- Обладатель Кубка лиги — 1996/97

 «Сиэтл Саундерс»
- Обладатель Открытого кубка США — 2009
- Обладатель Открытого кубка США — 2010
- Обладатель Открытого кубка США — 2011

Международная
- Обладатель Золотого кубка КОНКАКАФ — 2002
- Обладатель Золотого кубка КОНКАКАФ — 2005
- Обладатель Золотого кубка КОНКАКАФ — 2007

Индивидуальные
- По версии ИФФХС занимает 3-е место в списке лучших вратарей КОНКАКАФ XX века[11].
- Honda Player of the Year — 1999
- Honda Player of the Year — 2005
- Игрок года в США — 1997
- Игрок года в США — 1999
- Игрок года в США — 2005